# DiMarzio
Pour les articles homonymes, voir Nicholas Anthony DiMarzio.
DiMarzio, anciennement nommé DiMarzio Musical Instrument Pickups, Inc., est un fabricant américain d'accessoires pour guitare électrique essentiellement connu pour ses micros de guitare.
La société,fondée en 1975 par Larry DiMarzio dont le siège est à Richmond Terrace, Staten Island, fabrique essentiellement des micros pour guitare mais propose également des câbles, sangles et matériel électrique pour guitares. La société devient célèbre avec son modèle de micro Super Distortion, beaucoup plus puissant que les modèles de l'époque. Ce micro est toujours proposé au catalogue.
La société détient quatre brevets :
- (en) Brevet U.S. 4133243 Electric pickup en 1979

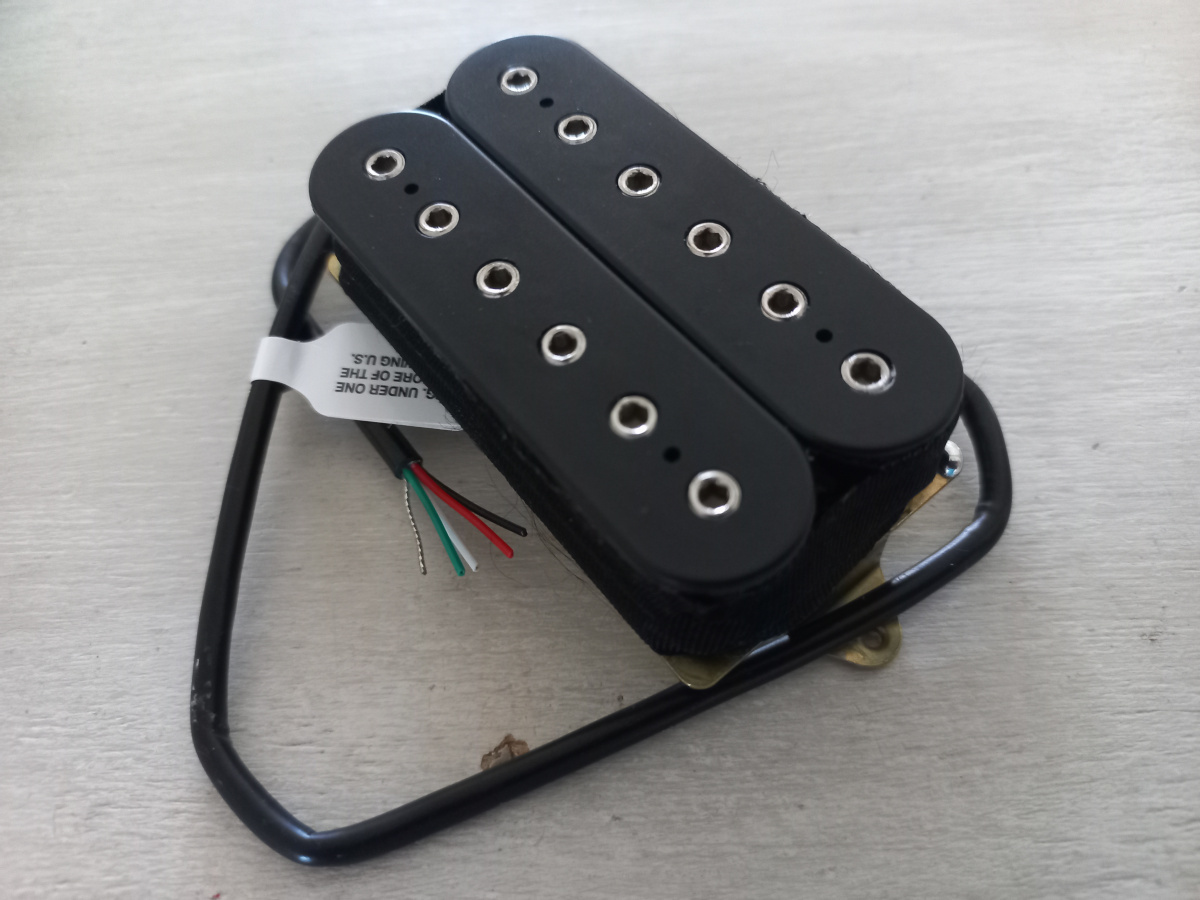
Micro double bobinage "DiMarzio D Activator".

- (en) Brevet U.S. 4227434 Adjustable soundhole mount for a musical pickup en 1980
- (en) Brevet U.S. 4320829 Merchandise display container en 1982
- (en) Brevet U.S. 4442749 Electrical pickup for a stringed instrument having ferromagnetic strings en 1984